# Eaton (Colorado)
Eaton es un pueblo ubicado en el condado de Weld en el estado estadounidense de Colorado. En el Censo de 2010 tenía una población de 4.365 habitantes y una densidad poblacional de 712,62 personas por km².

## Geografía
Eaton se encuentra ubicado en las coordenadas 40°31′31″N 104°42′48″O / 40.52528, -104.71333. Según la Oficina del Censo de los Estados Unidos, Eaton tiene una superficie total de 6.13 km², de la cual 6.13 km² corresponden a tierra firme y (0%) 0 km² es agua.

## Demografía
Según el censo de 2010, había 4.365 personas residiendo en Eaton. La densidad de población era de 712,62 hab./km². De los 4.365 habitantes, Eaton estaba compuesto por el 93.29% blancos, el 0.27% eran afroamericanos, el 0.6% eran amerindios, el 0.5% eran asiáticos, el 0.02% eran isleños del Pacífico, el 3.39% eran de otras razas y el 1.92% pertenecían a dos o más razas. Del total de la población el 12.1% eran hispanos o latinos de cualquier raza.